# Purusha
Purusha var en sorts urmänniska i kosmogonin i den indiska mytologin.
Gudarna skapade världen genom att stycka Purushas jättelika kropp och formge alla tingen av delarna. Jämför Ymer.